# Thelyphonus manilanus
Espèce
Synonymes
- Minbosius manilanus (C. L. Koch, 1843)
- Thelyphonus philippinensis Butler, 1873
- Thelyphonus papuanus Thorell, 1888
- Thelyphonus strauchii Tarani, 1889
- Thelyphonus manilanus halmaheirae Kraepelin, 1897

Thelyphonus manilanus est une espèce d'uropyges de la famille des Thelyphonidae.

## Distribution
Cette espèce se rencontre en Thaïlande, aux Philippines et en Indonésie aux Moluques.
Elle a été introduite en Papouasie-Nouvelle-Guinée.

## Liste des sous-espèces
Selon Whip scorpions of the World (version 1.0) :
- Thelyphonus manilanus halmaheirae Kraepelin, 1897
- Thelyphonus manilanus manilanus C. L. Koch, 1843

## Étymologie
Son nom d'espèce lui a été donné en référence au lieu de sa découverte, Manille.

## Publications originales
- (de) Carl Ludwig Koch, Die Arachniden : getreu nach der Natur abgebildet und beschrieben, vol. 10, Nuremberg, C. H. Zeh'schen Buchhandlung, 1843, 142 p. (lire en ligne), p. 28-29.
- Kraepelin, 1897 : Revision der Uropygi Thor. (Thelyphonidae auct.). Abhandlungen aus dem Gebiete der Naturwissenschaften herausgegeben vom Naturwissenschaftlichen Verein in Hamburg, vol. 15, p. 1–58.